# Szota Miszwelidze
Szota Miszwelidze (gruz. შოთა მიშველიძე; ur. 18 października 1994) – gruziński sztangista startujący w wadze koguciej (wcześniej w wadze piórkowej), trzykrotny mistrz Europy, dwukrotny medalista mistrzostw świata, uczestnik igrzysk olimpijskich w Tokio.

## Przebieg kariery
W latach 2009–2011 dwukrotnie startował w młodzieżowych mistrzostwach Europy, ale nie zdobył na nich żadnego medalu. W 2012 otrzymał tytuł wicemistrza Europy juniorów, rok później powtórzył to osiągnięcie. Niedługo po czempionacie został jednak przyłapany na stosowaniu dopingu i w jego konsekwencji zdyskwalifikowany na okres dwóch lat.
Do startów w zawodach rangi międzynarodowej wrócił w ramach rozgrywanych w Houston mistrzostw świata, na których zajął 26. pozycję. W latach 2016–2018 startował w zawodach w kategorii do 62 kg, w tym samym okresie zaliczał duże sukcesy, m.in. zdobył dwa tytuły mistrza Europy na mistrzostwach w 2017 i 2018 roku.
Wystąpił na igrzyskach olimpijskich w Tokio, gdzie zajął 7. pozycję z rezultatem 285 kg w dwuboju.
W latach 2021–2023 wywalczył kolejne trzy medale mistrzostw Europy, w tym złoty medal na czempionacie w Erywaniu, a także tytuł wicemistrza świata (zdobyty na mistrzostwach w Taszkencie).

## Osiągnięcia
| Rok  | Zawody                         | Miasto    | Miejsce | Kategoria | Wynik  | Źródło |
| ---- | ------------------------------ | --------- | ------- | --------- | ------ | ------ |
| 2009 | Młodzieżowe mistrzostwa Europy | Ejlat     | 11.     | do 56 kg  | 205 kg | [ 3 ]  |
| 2011 | Młodzieżowe mistrzostwa Europy | Ciechanów | 4.      | do 62 kg  | 249 kg | [ 3 ]  |
| 2012 | Mistrzostwa Europy juniorów    | Ejlat     | 2.      | do 62 kg  | 281 kg | [ 3 ]  |
| 2013 | Mistrzostwa Europy juniorów    | Tallinn   | DSQ     | do 69 kg  | N/A    | [ 3 ]  |
| 2015 | Mistrzostwa świata             | Houston   | 26.     | do 69 kg  | 300 kg | [ 3 ]  |
| 2016 | Mistrzostwa Europy             | Eliat     | 3.      | do 62 kg  | 269 kg | [ 7 ]  |
| 2017 | Mistrzostwa Europy             | Durrës    | 1.      | do 62 kg  | 287 kg | [ 8 ]  |
| 2017 | Mistrzostwa świata             | Anaheim   | 3.      | do 62 kg  | 298 kg | [ 3 ]  |
| 2018 | Mistrzostwa Europy             | Bukareszt | 1.      | do 62 kg  | 299 kg | [ 3 ]  |
| 2018 | Mistrzostwa świata             | Aszchabad | 7.      | do 61 kg  | 293 kg | [ 3 ]  |
| 2019 | Mistrzostwa Europy             | Batumi    | 4.      | do 61 kg  | 281 kg | [ 3 ]  |
| 2019 | Mistrzostwa świata             | Pattaya   | 7.      | do 61 kg  | 287 kg | [ 3 ]  |
| 2021 | Mistrzostwa Europy             | Moskwa    | 2.      | do 61 kg  | 290 kg | [ 3 ]  |
| 2021 | Letnie igrzyska olimpijskie    | Tokio     | 7.      | do 61 kg  | 285 kg | [ 3 ]  |
| 2021 | Mistrzostwa świata             | Taszkent  | 2.      | do 61 kg  | 286 kg | [ 3 ]  |
| 2022 | Mistrzostwa Europy             | Tirana    | 2.      | do 67 kg  | 307 kg | [ 3 ]  |
| 2022 | Mistrzostwa świata             | Bogota    | 8.      | do 61 kg  | 285 kg | [ 3 ]  |
| 2023 | Mistrzostwa Europy             | Erywań    | 1.      | do 61 kg  | 298 kg | [ 3 ]  |